# تپه گور قلعه ۳ نیریج
تپه گور قلعه ۳ نیریج در شهرستان بوئین‌زهرا، بخش آوج، روستای نیریج واقع شده و این اثر در تاریخ ۱۹ اسفند ۱۳۸۰ با شمارهٔ ثبت ۴۸۱۹ به‌عنوان یکی از آثار ملی ایران به ثبت رسیده است.